# Minami-Hijoši
Minami-Hijoši je aktivní podmořský vulkanický komplex, nacházející se v Pacifiku. Komplex je nejjižnější z řetězu mladých podmořských sopek v oblasti a je také jediný aktivní (poslední erupce v roce 1975). Vrchol trachyandezitového vulkánu leží jen 30 m pod hladinou moře.